# سیارک ۳۷۱۱۷
سیارک ۳۷۱۱۷ (به انگلیسی: 37117 Narcissus، نامگذاری:2000VU2) سی و هفت هزار و صد و هفدهمین سیارک کشف شده‌است که در ۱ نوامبر ۲۰۰۰ کشف شد.